# The Pit (Albuquerque)
Pour les articles homonymes, voir The Pit.
La The Pit (anciennement Dreamstyle Arena - The Pit), est une salle de basket-ball situé à Albuquerque, Nouveau-Mexique. Les locataires sont les Lobos du Nouveau-Mexique.

## Événements
- Final Four de la March Madness 1983